# Сунь Цэ
Сунь Цэ (кит. трад. 孫策, упр. 孙策, пиньинь Sūn Cè, 175—200) — полководец конца эпохи империи Хань, первый сын Сунь Цзяня и основатель царства У, отвоевавший у Юань Шу земли принадлежавшие семейству Сунь.

## Биография
В 189 году скончался император Лин-ди. Год спустя власть в империи Хань узурпировал Дун Чжо, усадив на трон марионеточного императора Сянь-ди. Ряд провинциальных губернаторов и военачальников сформировали коалицию против Дун Чжо, которую возглавил Юань Шао. Сунь Цзянь присоединился к младшему брату Юань Шао — Юань Шу. В 191 году Юань Шу отправил Сунь Цзяня атаковать Лю Бяо в области Цзинчжоу (территория современных провинций Хубэй и Хунань). Сунь Цзянь разгромил войска, которыми командовал подчинённый Лю Бяо — Хуан Цзу, и преследовал их до Сянъяна, однако попал в засаду и был убит стрелой.
Сунь Цэ привёз тело отца в Цюйа для похорон, а затем отправился в Даньян, где губернатором был его дядя У Цзин. Там он попытался собрать собственное войско, но смог набрать лишь несколько сот человек, поэтому в 194 году отправился к Юань Шу. Юань Шу полюбил Сунь Цэ как сына, и доверил ему войска, которыми прежде командовал Сунь Цзянь.
Сначала Юань Шу обещал сделать Сунь Цэ губернатором Цзюцзяна, но потом отдал этот пост Чэнь Цзи. Затем он отправил Сунь Цэ атаковать уезд Луцзян, обещая в случае успеха сделать его правителем этого уезда, однако вновь нарушил своё слово. Разочарованный Сунь Цэ начал подумывать об уходе.
Тем временем Лю Яо, являвшийся в соответствии с императорским указом губернатором провинции Янчжоу (занимала юг современных провинций Цзянсу и Аньхой, а также территории современных провинций Цзянси, Чжэцзян и Фуцзянь) оккупировал Цюйа и вынудил У Цзина отступить на запад в Луян. Юань Шу заявил, что истинным губернатором Янчжоу является он, и отправил против Лю Яо У Цзина и Сунь Бэня (старшего двоюродного брата Сунь Цэ). После того, как они в течение года не могли прорвать оборону противника, Сунь Цэ потребовал поставить его во главе войска.
Хотя Юань Шу знал, что Сунь Цэ намерен оставить его, он полагал, что тот не справится с Лю Яо, и отправил молодого генерала с тысячью плохой пехоты и слабой кавалерией. Взяв ещё несколько сот добровольцев, Сунь Цэ отправился в Лиян, где довёл численность своего войска до пяти тысяч. Затем он в 195 году форсировал Янцзы и оккупировал стратегическую позицию в Нючжу. На помощь Лю Яо отправились два его союзника с севера — Цзэ Жун и Сюэ Ли. Сунь Цэ отбросил их, и начал наступать на Цюйа. После того, как окружающие земли были заняты войсками Сунь Цэ, Лю Яо оставил город и бежал на юг, где позднее скончался. В войсках Сунь Цэ соблюдалась строгая дисциплина, и он сумел завоевать поддержку местных жителей. Захватив Куайцзи на южном берегу Ханчжоуского залива, он сделал его своей базой, и покорил весь регион к югу от Янцзы.

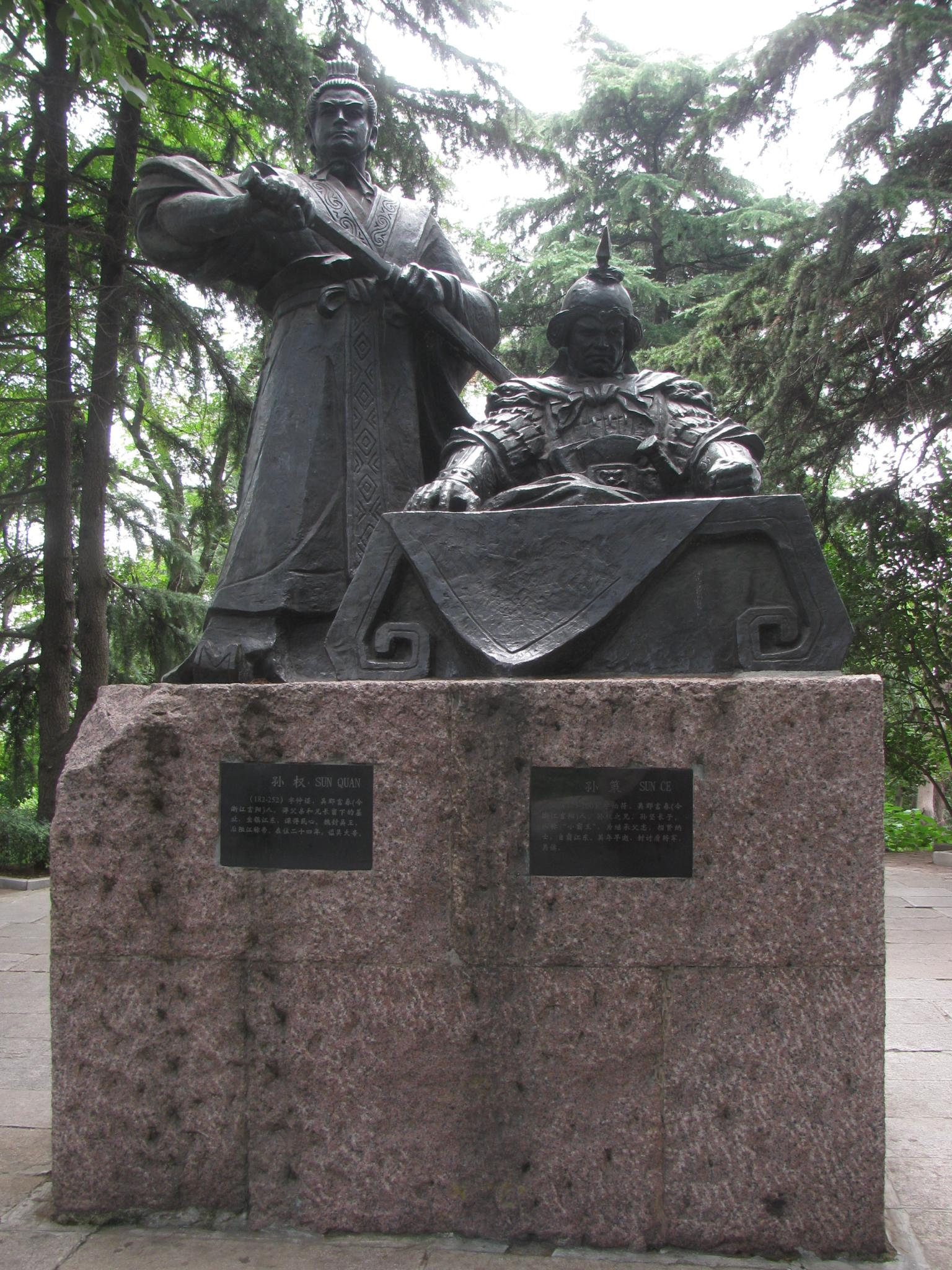
Сунь Цэ (справа) и его младший брат Сунь Цюань (слева)

В 197 году Юань Шу провозгласил себя императором. Сунь Цэ осудил этот шаг и порвал с Юань Шу. Пытаясь завоевать поддержку Сунь Цэ, Цао Цао дал ему титул «Уского хоу» (吳侯).
В 199 году Юань Шу умер от болезни. Его двоюродный брат Юань Ин, опасаясь Цао Цао, оставил Шоучэн, и отправился с остатками войск Юань Шу и гробом с его телом к Лю Сюню. Сунь Цэ в это время находился в походе против Хуан Цзу — убийцы Сунь Цзяня. Услышав о смерти Юань Шу, он вернулся, и захватил плохо защищённый Шоучэн, взяв к себе 30 тысяч бывших войск Юань Шу. Узнав об этом, Лю Сюнь отправился на запад, прося Хуан Цзу о помощи. Сунь Цэ ринулся за ним, и разгромил сначала Лю Сюня, а затем и Хуан Цзу.
Цао Цао, занятый борьбой с Юань Шао на севере, не мог бороться ещё и с победоносным покорителем юга, и потому в 199 году попытался укрепить альянс с Сунь Цэ с помощью родственных браков: он выдал дочь своего родственника Цао Жэня за младшего брата Сунь Цэ — Сунь Куана. В свою очередь Сунь Цэ согласился на свадьбу дочери Сунь Бэня с сыном Цао Цао — Цао Чжаном.
По слухам в 200, пока Цао Цао бился при Гуаньду с Юань Шао, Сунь Цэ готовил нападение на Сюйчан, столицу владений Цао Цао, но был убит до того, как смог осуществить свой план. Младший брат Сунь Цэ, Сунь Цюань, взойдя на престол китайского царства У, даровал Сунь Цэ посмертный титул Чаншаского Хуань-вана. У Сунь Цэ был сын Сунь Шао и 3 дочери.

## Характеристики
Чэнь Шоу в «Сань-го чжи» («Записи о Трёх царствах») охарактеризовал Сунь Цэ как человека красивого и весёлого. Сунь Цэ также был великодушным и объективным — людей себе он набирал по способностям.
Сюй Гунь в письме на имя императора Сянь сравнил Сунь Цэ с воином Сян Юем, разгромившим циньскую династию. В результате в массовой культуре Сунь Цэ называют также «маленький богатырь» (кит. трад. 小霸王, пиньинь Xiǎo Bàwáng). Сунь Цэ изображена в У Шуан Пу (無雙 譜, Таблица несравненных героев) Цзинь Гуляна.

## Образ в искусстве
Сунь Цэ выведен Ло Гуаньчжуном в романе «Троецарствие».
Персонаж аниме "Ikki Tousen" Сонсаку Хакуфу является реинкарнацией Сунь Цэ.
В пекинской опере роль Сунь Цэ  обычно принадлежит герою или трагическому герою, в то время как его брат Сунь Цюань обычно изображается как злодей или в лучшем случае как корыстный человек. Несколько опер даже выдвигали идею о том, что Сунь Цюань убил Сунь Цэ, чтобы взять под контроль должность военачальника, хотя нет никаких исторических доказательств, подтверждающих эту версию. В опере Фэнхуан Эр Цяо Сунь Цэ заимствует 3000-е войско у Юань Шу и союзников армии Цяо, которые возглавляют братья Цяо. Сунь Цэ, главный герой оперы, в конечном счете получает руку Да Цяо в соревновании боевых искусств с помощью Чжоу Юй и Сяо Цяо.